# Seekarspitze (Achensee)
Die Seekarspitze ist ein 2053 m ü. A. hoher Berg am Westufer des Achensees. Sie liegt am östlichen Rand des Karwendels in Tirol. Der Gipfel ist mit einer unschwierigen, aber Trittsicherheit erfordernden Bergtour vom Ort Achenkirch (Ortsteil Scholastika (934 m ü. A.)) über die Seekaralm (1500 m ü. A.) aus erreichbar. Für trittsichere Wanderer besteht die Möglichkeit zu einem Gratübergang zur benachbarten, etwas höheren Seebergspitze (2085 m ü. A.) und von dort aus wiederum die Möglichkeit, nach Pertisau abzusteigen. Der Sattel zwischen Seekarspitze und Seebergspitze liegt auf etwa 1900 m ü. A. Vom Sattel aus existiert auch ein Steig hinunter zur Pasillalm an der Westflanke des Massivs und von dort ein Forstweg zur Seekaralm. 
Sowohl bei der Seebergspitze als auch bei der Seekarspitze ist die Nordflanke steiler als die Südflanke. Bergsteigern, die eine Überschreitung des Massives längs des Grates planen und steilere Passagen vorzugsweise bergauf überwinden, empfiehlt sich daher die Gratwanderung von Achenkirch über die Seekarspitze und Seebergspitze nach Pertisau, also von Nord nach Süd, durchzuführen.

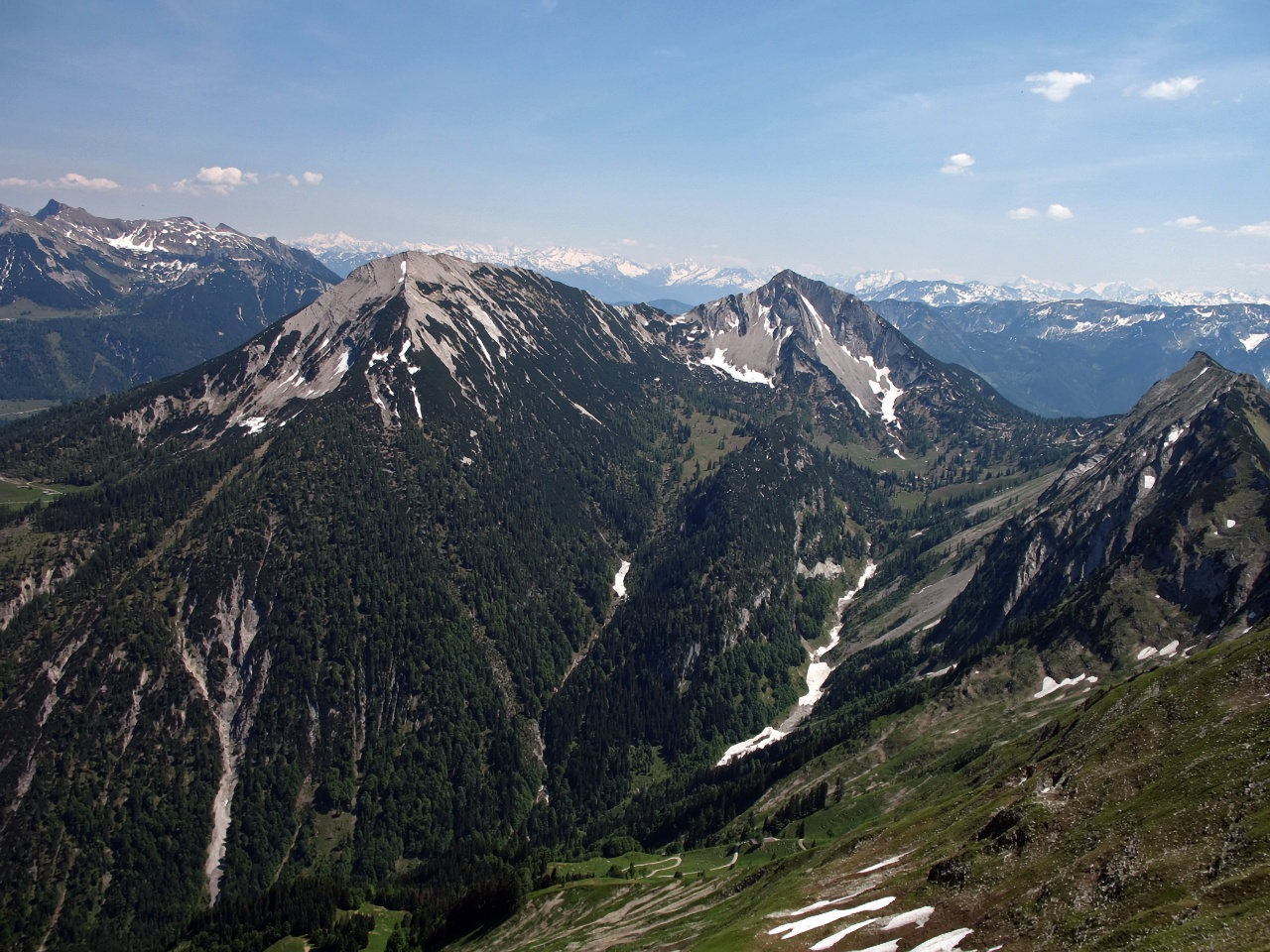
Seekarspitze (links) und Seebergspitze
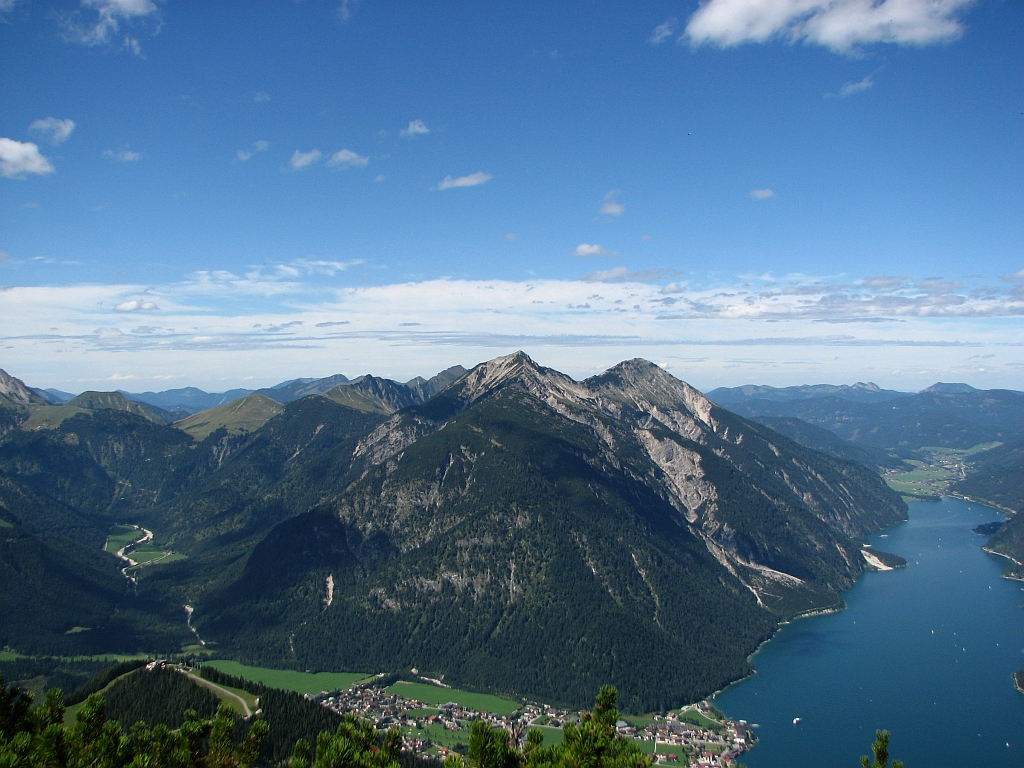
Seebergspitze (Bildmitte) und Seekarspitze (rechts) von Süden
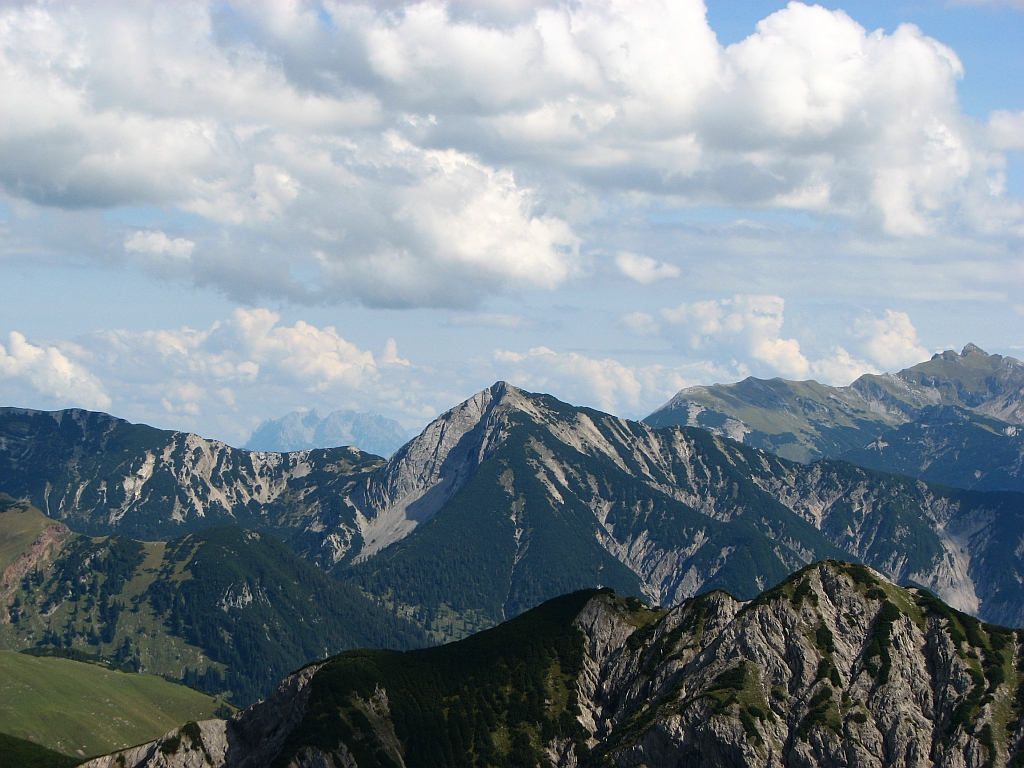
Der lange Südgrat (rechts im Bild) führt von Pertisau zur Seebergspitze (Bildmitte). Nach Norden (links im Bild) führt der Grat zur Seekarspitze
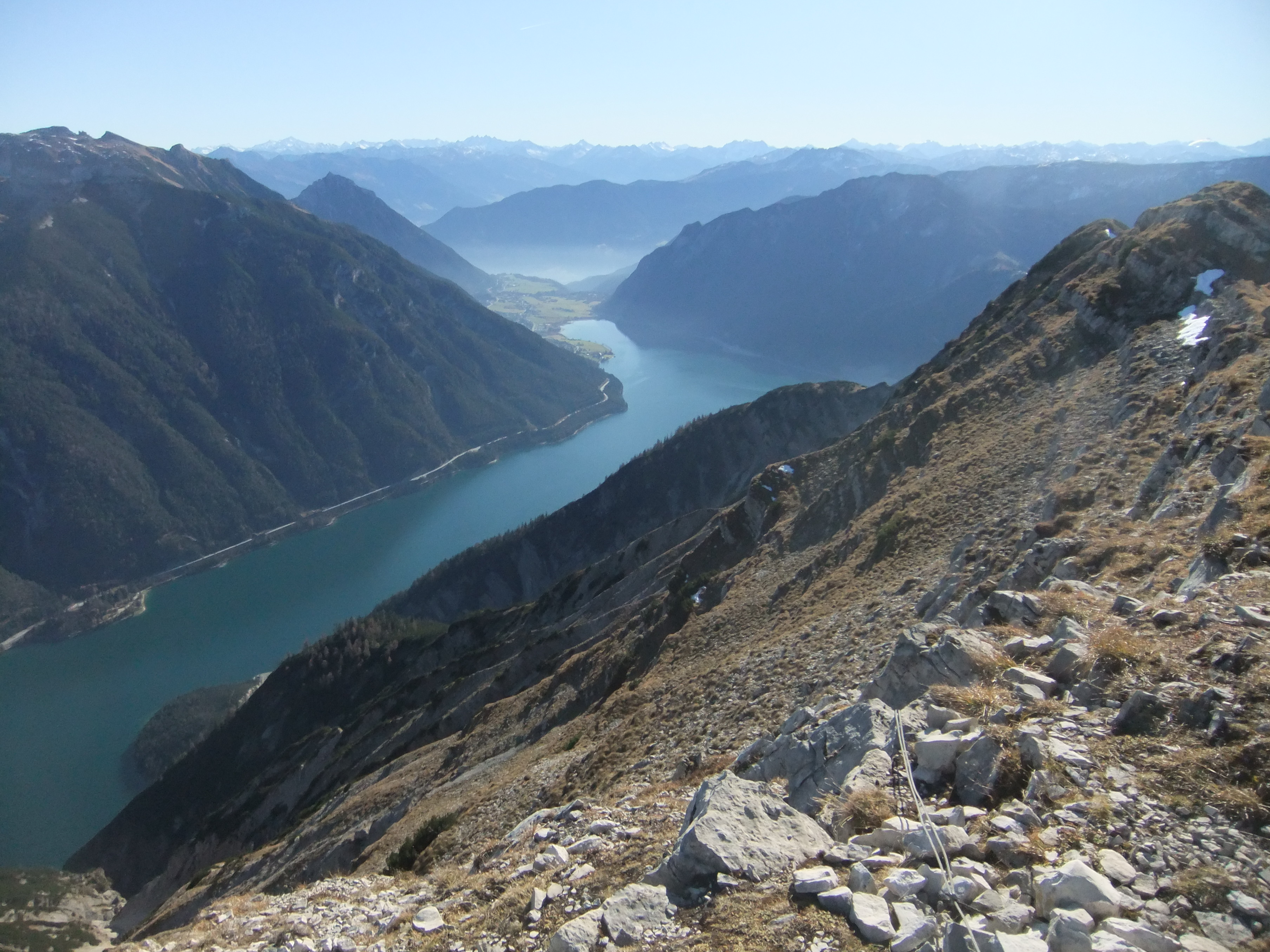
Blick von der Seekarspitze nach Südost über Achensee, Inntal bis Zillertal